# Brigitte Gadient
Brigitte Gadient (9 ottobre 1963) è un'ex sciatrice alpina svizzera.

## Biografia
Specialista delle prove tecniche originaria di Großberg di Flums, Brigitte Gadient ottenne il suo primo risultato di rilievo in Coppa del Mondo il 21 gennaio 1981 sul tracciato di Crans-Montana, giungendo 13ª in combinata. In Coppa Europa nella stagione 1982-1983 terminò 2ª sia nella classifica generale, sia in quelle di specialità dello slalom speciale e dello slalom gigante. Il 10 marzo 1984 a Waterville Valley conquistò il primo podio in Coppa del Mondo arrivando 2ª nello slalom speciale vinto dall'atleta statunitense Tamara McKinney; nella stagione successiva prese parte ai Mondiali di Bormio 1985, classificandosi 9ª nello slalom speciale (suo unico piazzamento iridato). Conquistò l'ultimo podio in Coppa del Mondo nella stagione 1985-1986 a Savognin piazzandosi 2ª, preceduta dalla compagna di squadra Erika Hess, nello slalom speciale del 15 dicembre. Il 13 marzo 1990 ottenne l'ultimo piazzamento della sua attività agonistica, l'11º posto nello slalom speciale di Coppa del Mondo disputato a Vemdalen.

## Palmarès

### Coppa del Mondo
- Miglior piazzamento in classifica generale: 22ª nel 1985
- 4 podi (tutti in slalom speciale):
  - 3 secondi posti
  - 1 terzo posto

### Coppa Europa
- Miglior piazzamento in classifica generale: 2ª nel 1983[1]

### Campionati svizzeri
- 4 medaglie (dati parziali, dalla stagione 1982-1983):
  - 4 ori (slalom speciale, combinata[senza fonte] nel 1983; slalom speciale[senza fonte] nel 1984; slalom speciale[senza fonte] nel 1990)